# Estação Ferroviária de Carregado

A estação ferroviária de Carregado, também chamada de Carregado-Alenquer, é uma interface da Linha do Norte, que serve a zona da Vala do Carregado, no norte da freguesia de Castanheira do Ribatejo e Cachoeiras, município de Vila Franca de Xira, em Portugal. Foi inaugurada em 28 de Outubro de 1856 como término provisório da linha Lisboa-Porto, o primeiro lanço de caminho de ferro construído no país.

## Descrição

### Localização e acessos
Apesar da sua designação, o local de implantação da gare situa-se maioritariamente no município de Vila Franca de Xira, freguesia de Castanheira do Ribatejo e Cachoeiras (freg. Castanheira do Ribatejo em 1940-2012), ficando o extremo nordeste da infraestrutura anexa situado na freguesia nominal de Carregado e Cadafais, do concelho de Alenquer, além do curso de água Vala do Carregado / Rio Grande da Pipa, sobre o qual se lançam duas pontes ferroviárias paralelas, de via dupla. A localidade nominal situa-se a noroeste, distando o seu centro (R. Laura Pinheiro) pouco mais de três quilómetros da estação; enquanto que a localidade nominal secundária, Alenquer, dista o triplo desta distância, na mesma direção.

### Infraestrutura

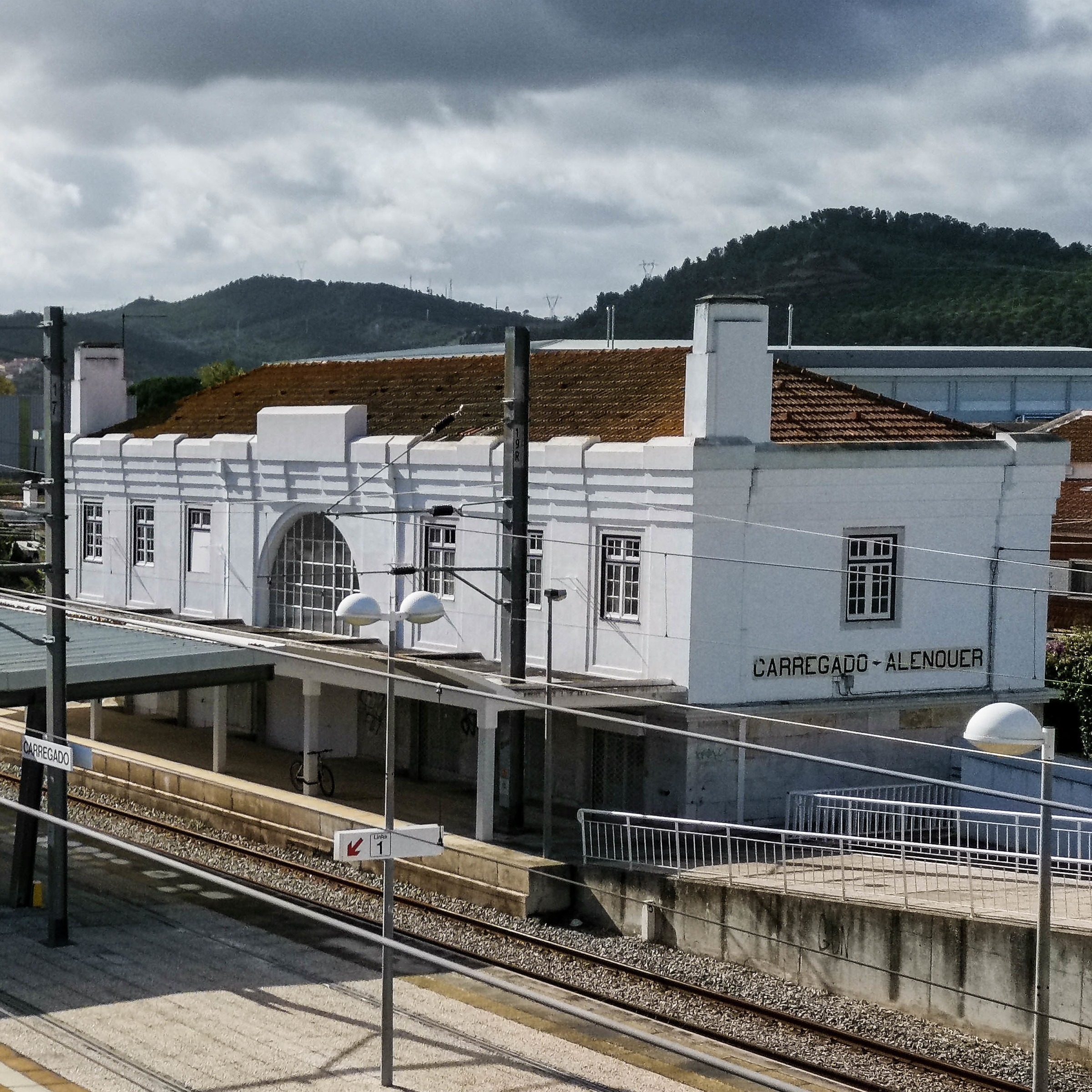
Aspeto do edifício da estação.

Como apeadeiro numa linha de via dupla, esta interface apresenta-se nas duas vias de circulação (I e II) cada uma acessível por plataforma com 220 m de comprimento e 90 cm de altura.
O edifício de passageiros situa-se do lado oés-noroeste da via (lado esquerdo do sentido ascendente, para Campanhã) e foi projectado por Cottinelli Telmo em 1930, utilizando o estilo Art déco. Na sua concepção, Telmo utilizou a experiência que tinha adquirido durante o planeamento da gare de Sul e Sueste, em Lisboa, ao introduzir várias inovações no modelo convencional para um edifício de passageiros. O vestíbulo de passageiros foi considerado como um espaço fundamental, tendo sido concebido como um grande espaço aberto, com uma altura igual aos dois pisos do edifício, e iluminado por dois grandes janelões semicirculares, semelhantes aos utilizados na gare do Sul e Sueste, que lhe davam uma escala urbana. A estação foi decorada com lambris de azulejo e painéis de mosaicos coloridos com padrões geométricos abstractos, que também reflectiam o estilo Art Déco. Para o alpendre da estação, em vez da tradicional estrutura metálica, Telmo optou por uma grande cobertura de betão armado anexa ao edifício, sustentada por estreitos pilares.

### Serviços
Em dados de 2023, esta estação é servida por comboios de passageiros da C.P. de tipo urbano do serviço “Linha da Azambuja”, que circulam entre Santa Apolónia e Azambuja, com 25 circulações diárias em cada sentido aos dias úteis e 18 aos fins de semana, e mais uma circulação diária em cada sentido entre Alcântara-Terra e Azambuja aos dias úteis, e também de tipo regional com uma circulação diária em cada sentido entre Santa Apolónia e Coimbra-B.

## História

### Século XIX
Em meados do século XIX, o governo de Fontes Pereira de Melo iniciou um ambicioso programa de obras públicas, que incluía a construção de vários caminhos de ferro. Em 13 de Maio de 1853, o governo contratou a Companhia Central e Peninsular dos Caminhos de Ferro em Portugal para construir um caminho de ferro de Lisboa até à fronteira com Espanha, passando por Santarém. O Carregado era considerado um ponto importante, por ser o local de onde a Mala-posta saía em direcção ao Norte, sendo o percurso entre Lisboa e o Carregado feito por via fluvial. No entanto, os navios a vapor eram lentos e pouco fiáveis, chegando frequentemente tarde demais para apanhar a diligência, que saía por volta do Meio-dia. Assim, considerou-se importante instalar a via férrea, para substituir o problemático eixo fluvial.
Quando o engenheiro Thomaz Rumball foi encarregado de estudar o traçado da Linha do Leste até Elvas e Badajoz, uma das directrizes propostas atravessava o Rio Tejo logo após o Carregado, indo na direcção de Mora. Posteriormente, o engenheiro Wattier foi encarregado do mesmo serviço, tendo entregado o seu relatório em Maio de 1856. Neste documento criticou as soluções apresentadas por Rumball, tendo em vez disso sugerido a continuação da linha já em construção, com uma ponte sobre o Tejo junto a Constância. Sugeriu igualmente a construção de uma linha que se iniciasse junto ao Carregado e terminasse em Vendas Novas, ideia que mais tarde se encorparia na Linha de Vendas Novas.

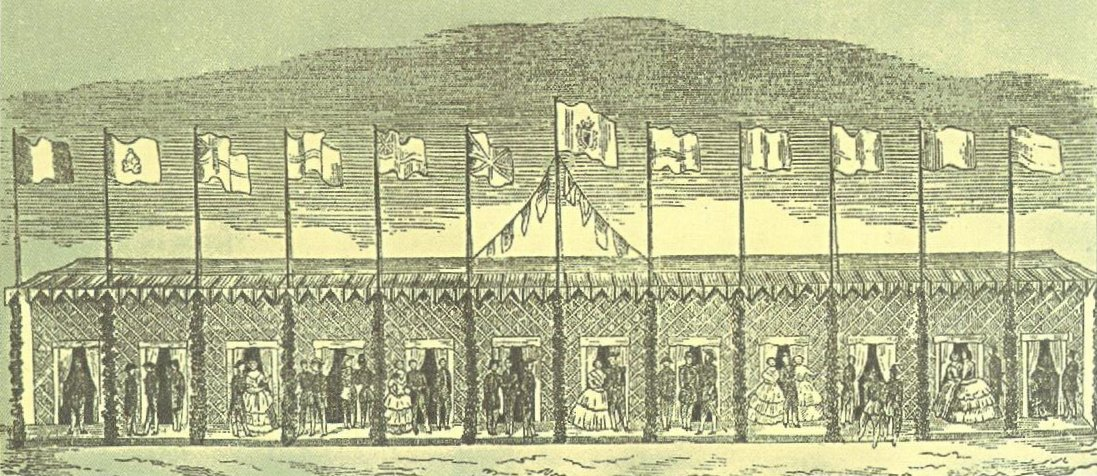
Pavilhão erguido na estação do Carregado para a cerimónia de inauguração, em 28 de Outubro de 1856

A estação do Carregado foi inaugurada em 28 de Outubro de 1856, como ponto terminal provisório do Caminho de Ferro do Leste, que começava em Lisboa, tendo este sido o primeiro lanço ferroviário a entrar ao serviço em Portugal. No programa da cerimónia, elaborado pelo Duque de Loulé no dia 23 de Outubro, estão incluídos os eventos que teriam lugar na gare do Carregado: «Chegado que seja o comboio à estação do Carregado, se apearão Suas Magestades para a casa da estação, e aó serão acompanhadas pelas pessoas convidadas. O presidente do Conselho de Ministros e Ministro e Secretário de Estado das Obras Públicas, receberá as ordens de Sua Magestade El-Rei, para o regresso a Lisboa, sendo o sinal para a entrada nas carruagens um girândola de foguetes, que se repetirá na ocasião de largar o comboio. [...] Pelo Ministério das Obras Públicas se oficirá ao capitão da guarda real dos archeiros, para mandar colocar parte da força do seu comando na estação de Santa Apolónia e a outra parte no Carregado. O general comandante da 1.ª Divisão militar expedirá as ordens necessárias para que seja postada uma guarda de honra na estação de Santa Apolónia, e outra na estação do Carregado, devendo esta última partir às oito horas da manhã da mesma estação de Santa Apolónia para o seu destino, pelo caminho de ferro. O comandante da Guarda Municipal de Lisboa mandará pôr à disposição da Direcção do Caminho de Ferro de Leste a força de cavalaria e infantaria que foi julgada necessária para o serviço de polícia em Lisboa e no Carregado: devendo a força de cavalaria partir na véspera e a de infantaria pelo caminho de ferro com a guarda de infantaria de linha».
Para a cerimónia de inauguração, foi instalado um pavilhão junto ao edifício da estação. Foi organizado um comboio especial, que transportou a família real, e que foi rebocado por duas locomotivas, uma delas denominada de Coimbra. Segundo jornais da época (Commercio do Porto e Clamor Público, ambos de 31 de Outubro de 1856, e Illustração Luso-Brasil de 8 de Novembro de 1856), a inauguração foi feita com dois comboios. O Comboio Real foi rebocado pelas locomotivas Santarém e Coimbra. O comboio dos convidados foi rebocado pela locomotiva Lisboa. A viagem de ida para o Carregado decorreu de forma normal, tendo o comboio especial, de catorze carruagens, demorado cerca de quarenta minutos no percurso. No entanto, no regresso verificou-se um incidente perto de Sacavém, quando o tubular de uma das locomotivas rebentou, e como a locomotiva restante não podia rebocar sozinha o comboio inteiro, teve de seguir caminho, depois de um longo atraso, com seis carruagens, uma delas a real. Demorou cerca de duas horas para chegar a Lisboa, tendo depois voltado a Sacavém para buscar o resto do comboio. A abertura à exploração fez-se no dia seguinte, em 29 de Outubro, contando inicialmente com dois comboios de ida e volta, que foram ampliados para três comboios em cada sentido em 22 de Março de 1857, e para quatro em 1 de Agosto. No princípio não havia serviço de mercadorias, devido à falta de material circulante, só tendo começado no dia 1 de Novembro de 1858.
O troço seguinte, até Virtudes, entrou ao serviço em 31 de Julho de 1857. Originalmente, a linha utilizava uma bitola de 1,44 m, tendo sido alterada para uma bitola de 1,67m em 1861. Em 15 de Abril de 1890, entrou ao serviço a segunda via no lanço entre Olivais e o Carregado, e em 16 de Março de 1891 no troço do Carregado à Azambuja.
Entretanto, em 1869, o Duque de Saldanha fora autorizado a construir várias linhas férreas no sistema Larmanjat, incluindo uma que ligaria esta estação a Alenquer. Porém, tal como sucedeu com outras concessões Larmanjat em Portugal, esta linha não foi construída, face ao insucesso do sistema nas linhas que chegaram a operar (Sintra - Lisboa - Torres Vedras).

### Século XX

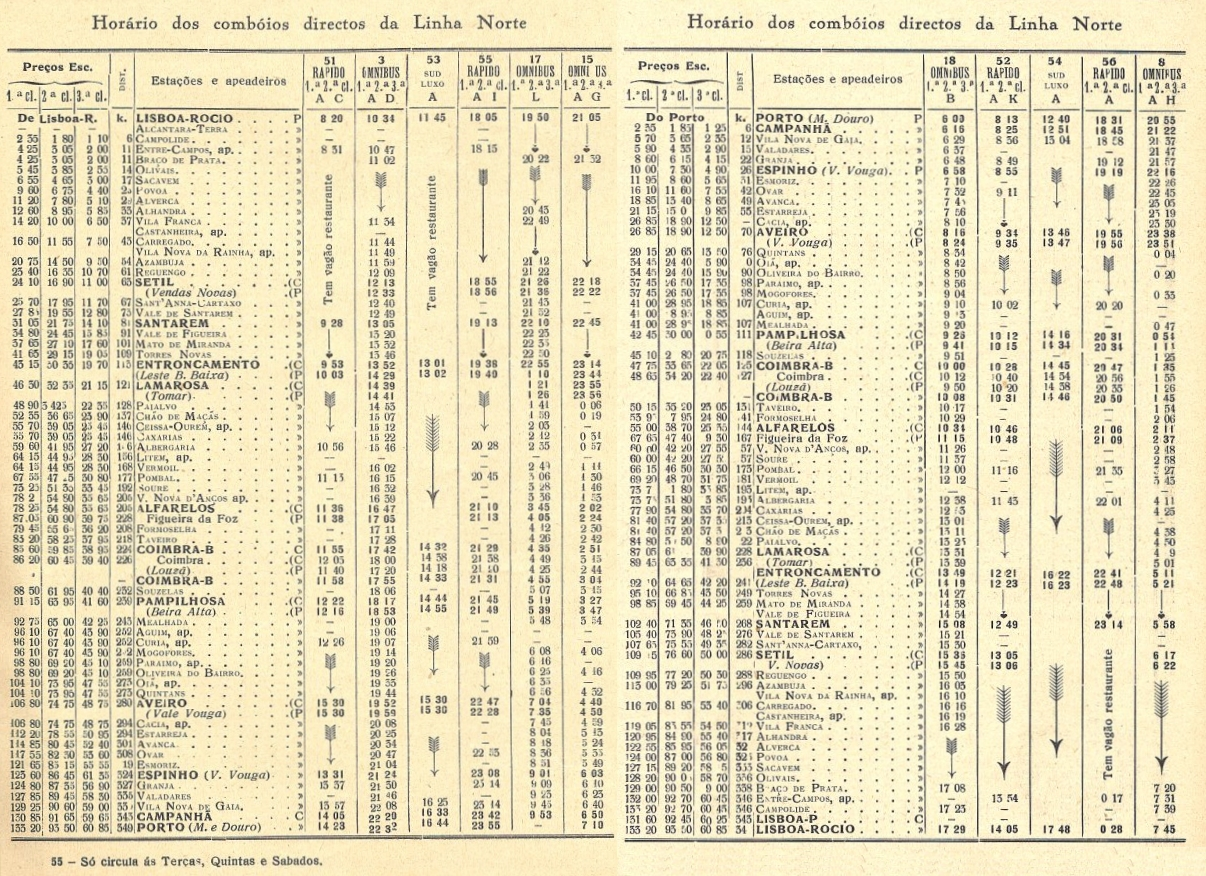
Horário da Linha do Norte em 1933.

Em 1904, uma comissão de empresários e proprietários de Alenquer enviou uma representação ao Ministro das Obras Públicas, pedindo a construção de um ramal até Alenquer, partindo da estação do Carregado ou de outro ponto da Linha do Leste. Em 1912, havia um projecto para ligar esta estação à localidade de Merceana.
Em 1913, da estação do Carregado partiam serviços de diligências até Abrigada, Alenquer, Labrugeira, Aldeia Galega da Merceana e Olhalvo. Em 1926, a Companhia dos Caminhos de Ferro Portugueses estabeleceu, em parceria com a Emprêsa de Transportes entre Carregado e Alemquer, um serviço de transporte de passageiros, bagagens e mercadorias, por via rodoviária, entre esta estação e a localidade de Alenquer. Em 1930, o arquitecto Cottinelli Telmo desenhou o novo edifício para a estação do Carregado, que foi inaugurado no ano seguinte. A Junta Autónoma das Estradas aprovou, para o exercício de 1933 a 1934, a reparação do ramal da Estrada Nacional 1 para a Estação do Carregado, com o uso de paralelepípedos.

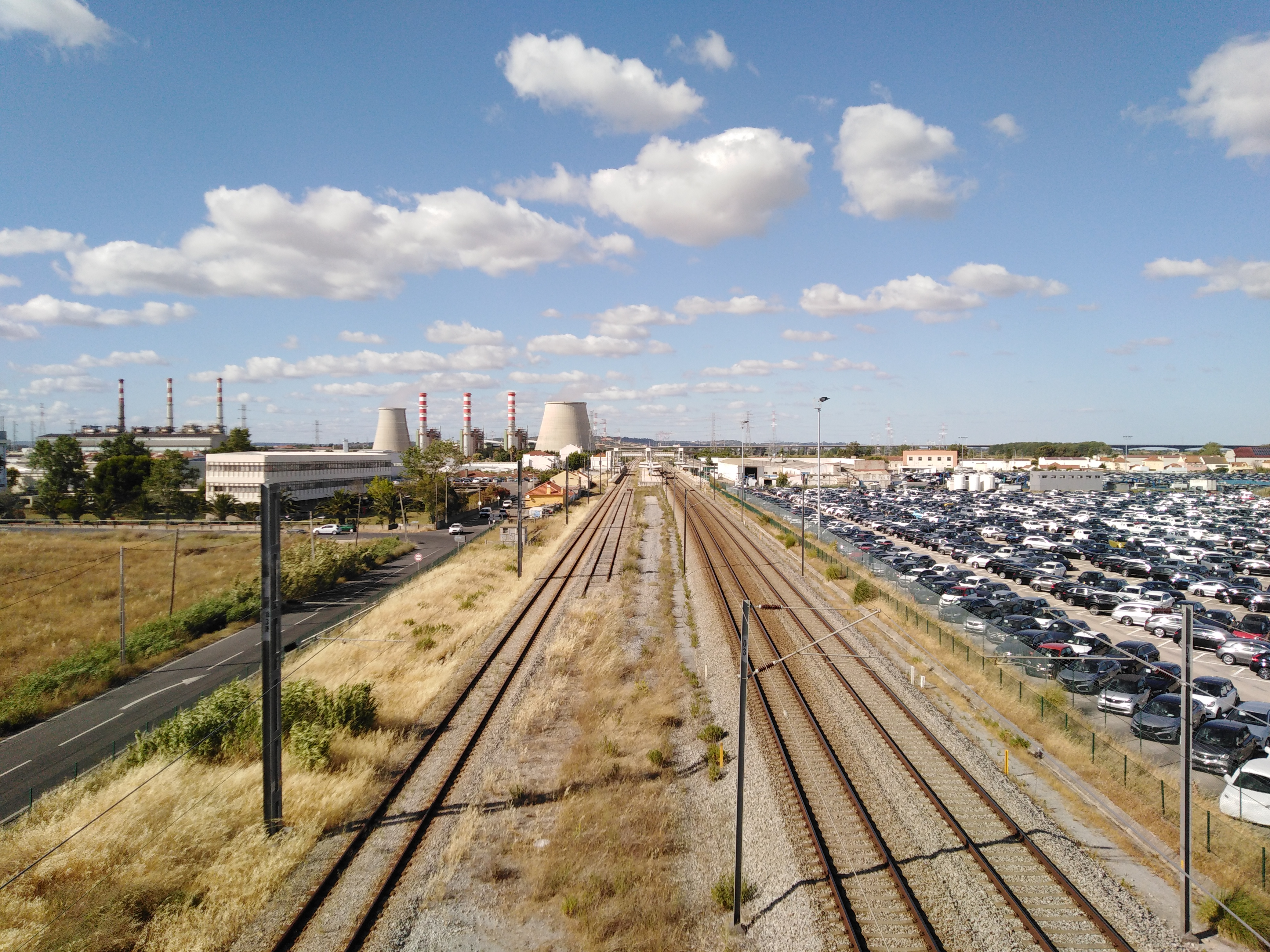
Vista geral da estação ferroviária do Carregado, incluindo as vias antigas à esquerda, uma delas desativada, a partir de uma passagem superior a sul desta, em 2019.

Em 6 de Abril de 1955, foi assinado o contrato para a electrificação da Linha de Sintra e do troço entre Lisboa e o Carregado da Linha do Norte. Em 28 de Abril de 1957, deu-se a inauguração oficial da tracção eléctrica, inserida nas comemorações do centenário dos caminhos de ferro em Portugal. O comboio inaugural saiu de Santa Apolónia às 10 da manhã, e chegou ao Carregado 35 minutos depois. Também foi organizado um desfile de material circulante entre estas duas estações.
Até pelo menos, 1988, esta interface mantinha a classificação de estação, tendo sido despromovida à de apeadeiro antes de 2011.

### Século XXI
Foi anunciada para finais de 2020 a transformação do edifício da estação num hostel com 16 camas: o Estação Real.

## Ver também

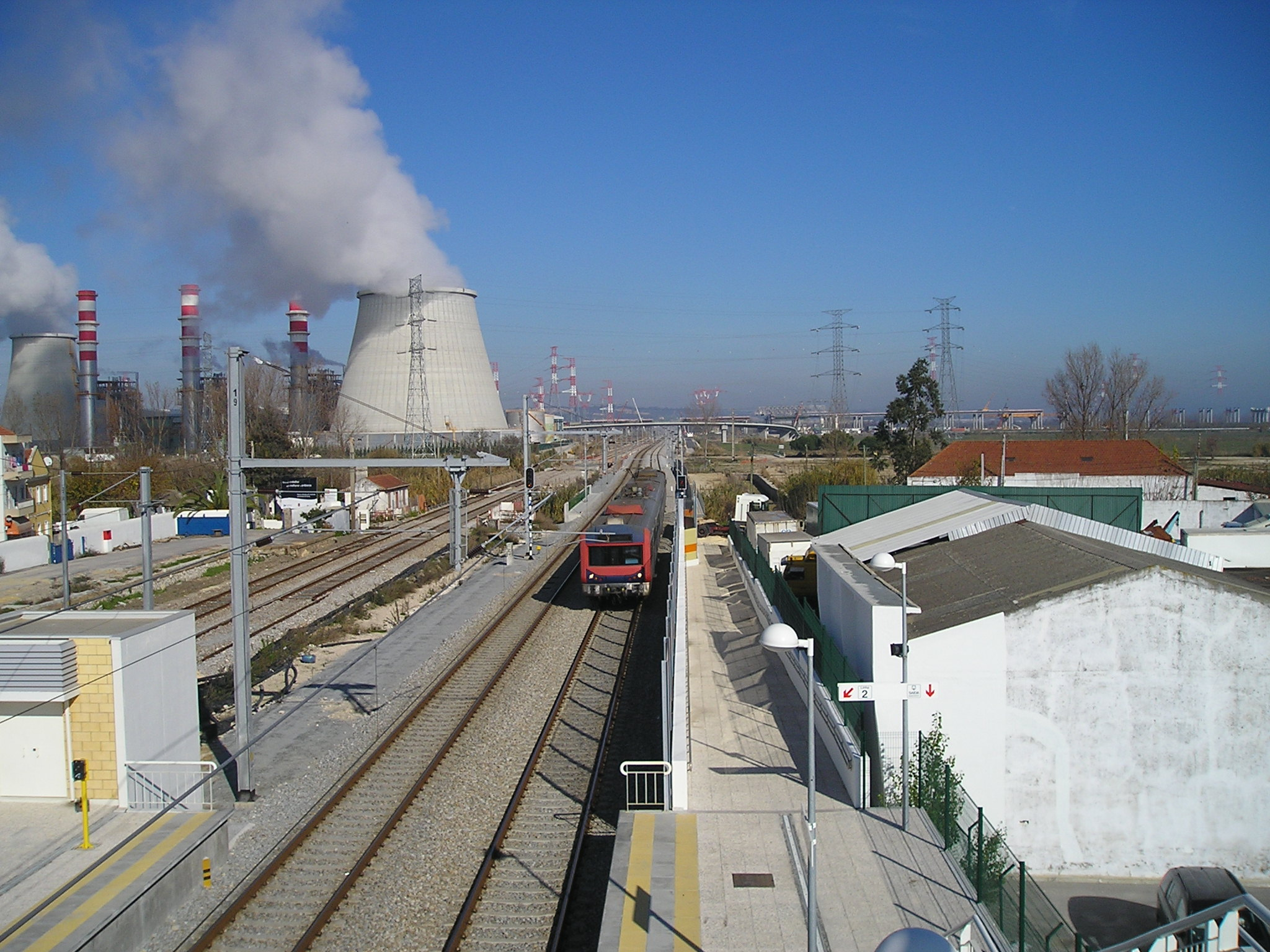
Comboio regional chegando ao Carregado vindo de norte, em 2007.

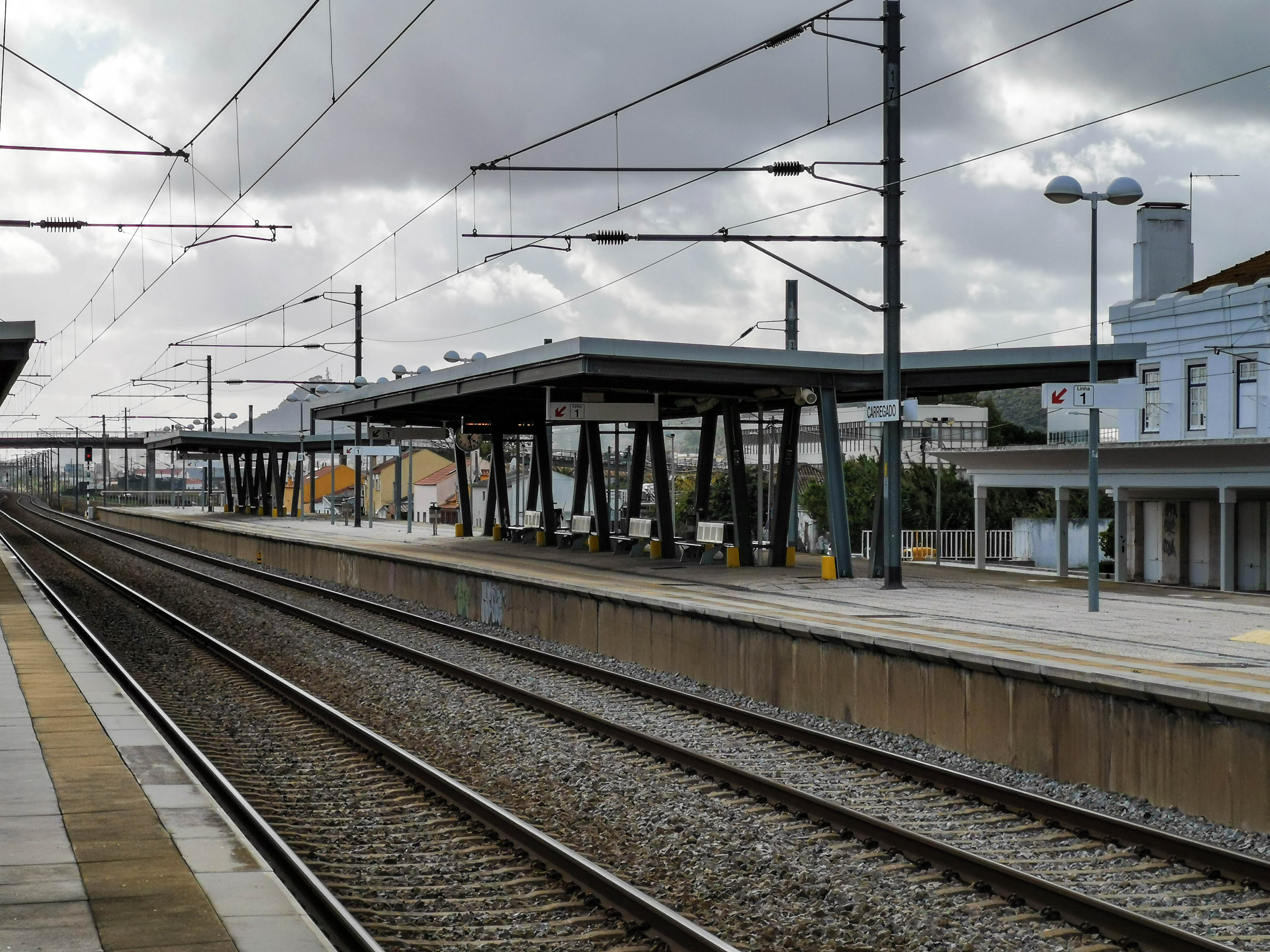
Detalhe das plataformas, em 2019.